# Grand maréchal (armée)
La dignité de grand maréchal (ou généralissime ou un autre nom équivalent) est une dignité attribué à certains maréchaux (souvent le plus ancien d'entre eux) particulièrement méritants ou loyaux. Toutefois, cette dignité a aussi été créé sur mesure pour certaines personnes bien définies. Seuls quelques pays ont établi cette dignité.

## Liste des dignités de grand maréchal par pays

### Allemagne
Le Troisième Reich a conféré  à Hermann Göring le rang de Reichsmarschall, rang qui était supérieur à celui de Generalfeldmarschall, afin de marquer son statut de successeur d'Hitler, mais il en fut dépossédé en 1945 sur ordre du Führer. Ce grade fut aboli à la fin de la Seconde Guerre mondiale

### Chine
La République de Chine a utilisé le grade de Da Yuan Shuai (Généralissime ou Grand Maréchal de l'Armée et de la Marine), qui n'a eu que trois titulaires: Yuan Shikai, Sun Yat-sen et Zhang Zuolin. La République Populaire de Chine a également utilisé ce rang (traduit alors par Grand Maréchal de la République Populaire de Chine). Ce grade fut aboli en 1965 par Mao Zedong et disparut définitivement avec la mort de son dernier titulaire.

### Corée du Nord
Le rang de Taewonsu ("Généralissime" ou "Grand Maréchal") est supérieur au rang de maréchal et n'a été attribué qu'à Kim Il-sung en 1992 et à Kim Jong-il en 2012.

### États-Unis
Les États-Unis n'ont pas à proprement parler de grade de Grand Maréchal, mais ils ont établi un équivalent avec le grade de General of the Armies, qui correspond à un grade de Général 6 étoiles.

### France
La charge de Maréchal-Général était la plus haute charge militaire du royaume après celle de Connétable de France, et n'a été attribué qu'à sept titulaire en tout pour 342 maréchaux de France.

### Italie
Dans l'Italie fasciste, le rang de Premier maréchal d'Empire, supérieur au grade de Maréchal d'Italie, a été créé en 1938 et attribué à Benito Mussolini et au roi Victor-Emmanuel III. Le grade a été aboli à la fin de la Seconde Guerre mondiale.

### Japon
Durant la Seconde Guerre mondiale, le rang de Dai-Gensui-Kaigun-Taishō (Grand Maréchal-Général) était réservé uniquement à l'Empereur du Japon. Le grade a été aboli à la fin de la Seconde Guerre mondiale.

### Ordre de Saint-Jean de Jérusalem
La dignité de Grand Maréchal était le troisième poste le plus élevé dans l'ordre de Saint-Jean de Jérusalem.

### Union Soviétique
Le grade de Généralissime de l'Union Soviétique était un grade surclassant celui de Maréchal de l'Union soviétique et créé sur mesure pour Joseph Staline.